# Distretto di La Yarada-Los Palos
Il distretto di La Yarada-Los Palos è un distretto del Perù, facente parte della provincia di Tacna, nella regione di Tacna.

## Data di fondazione
7 novembre 2015

## Popolazione attuale
16 432 abitanti

## Superficie
2 320 km²